# Filippo Ricci

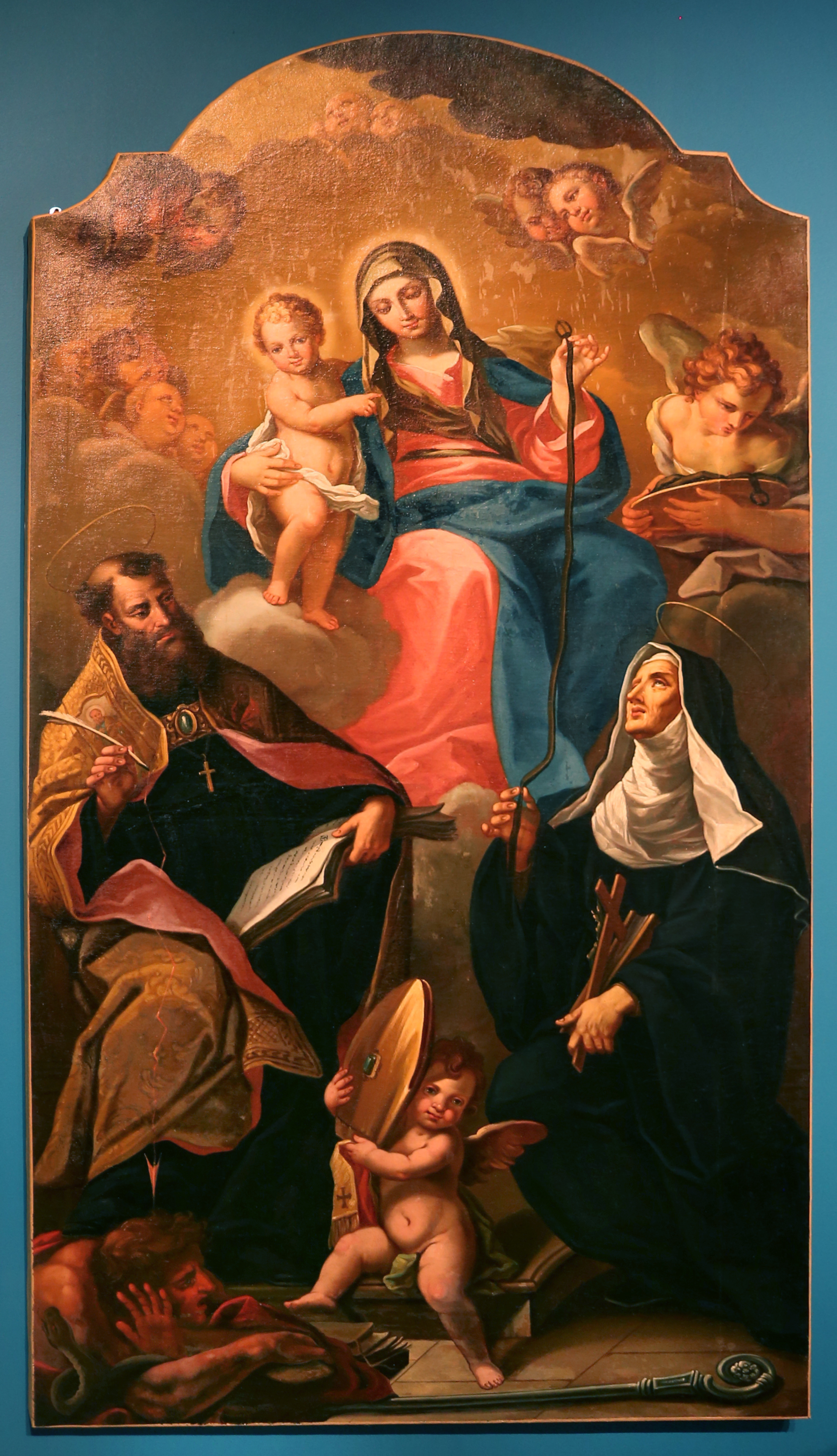
Madonna della Cintola, San Ginesio

Filippo Ricci (* 1715 in Fermo; † 1793 ebenda) war ein italienischer Maler des Barock.

## Biographie
Filippo Ricci wurde als Sohn von Natale Ricci in eine Künstlerfamilie geboren, die fast zwei Jahrhunderte lang in Fermo und den Marken tätig war. Filippo beschäftigte sich, wie seine Verwandten, schon von Kindheit an mit dem Zeichnen. Sein Vater schickte ihn zur Ausbildung nach Bologna zu Donato Creti. Dort widmete er sich hauptsächlich dem Kopieren der Werke seines Meisters auf kleinere Formate. Nach einigen Jahren verließ Ricci Bologna und zog nach Rom in die Werkstatt von Corrado Giaquinto. In Rom widmete er sich, wie zuvor bei Creti, dem Kopieren von Gemälden. Nachdem Alessandro den Auftrag zur Bemalung der Empore des neuen Domes von Fermo mit der Himmelfahrt und Schutzheiligen der Stadt angenommen hatte, bereitete Corrado aus Dankbarkeit eine Skizze vor, damit Filippo nicht so ideenarm auftrat, wie er wirklich war. Tatsächlich gelang diese Arbeit und gefiel den meisten Menschen. Danach arbeitete er in seiner Heimatstadt an verschiedenen Aufträgen, wobei er bis ins Alter immer Corrado Giaquinto imitierte.
Seine Kinder Lucia und Alessandro (1749–1829) führten die Familientradition weiter.

## Werke (Auswahl)
- Hauptaltar der Chiesa della Madonna del Rosario in Belmonte Piceno[2]
- Der heilige Augustinus wäscht die Füße des pilgernden Christus, Ripasantrone, Pinacoteca Civica (1741)[3]
- 2 Altarbilder in den Seitenaltären von Santa Chiara in Fermo[4]
- Heilige Familie mit Anna und dem kleinen Jesus, Acquaviva Picena, Palast der Familie Capecci, Kapelle[5]
- Madonna del Suffragio[6]